# Jardin de los olfatos
El Jardín de los olfatos (en francés : Jardin des Olfacties o también conocido como Jardin Botanique des Olfacties), es un jardín botánico de 5 hectárea de extensión, especializado en plantas aromáticas, de administración municipal, que se encuentra en Coëx, Francia. 
El código de identificación del Jardin Botanique des Olfacties como miembro del "Botanic Gardens Conservation Internacional" (BGCI), así como las siglas de su herbario es COEX.

## Localización
Jardin Botanique des Olfacties 9, rue Jean Mermoz, Coëx, Département de Vendée, Pays de la Loire, France-Francia. 
Planos y vistas satelitales, 46°41′48″N 1°45′46″O / 46.69667, -1.76278
Está abierto al público a diario en los meses cálidos del año, se cobra una tarifa de entrada.

## Historia
El jardín fue fundado en 1942 como parque público, con una hectárea de tamaño, y transformado en los años 90 para convertirse en un "olfactorium" con un énfasis en las plantas aromáticas.
Toma su nombre actual en 1998. 
Entre los años de 1998 al 2000 el jardín fue agrandado a su tamaño actual, aumentó sus colecciones botánicas, y pasó a ser un miembro de los Jardins botaniques de France.

## Colecciones
El jardín botánico alberga unos 3.000 taxones de plantas distribuidas en una docena de jardines temáticos, entre ellos: 
- Plantas aromáticas,
- Colección de pelargonium
- Colección de rosas,
- Colección de claveles silvestres reconocida como "Collection National" por el Conservatorio de colecciones vegetales especializadas (CCVS).